# جان برون
جان برون هو دراج سويسري، ولد في 28 سبتمبر 1926 في زيورخ في سويسرا، وتوفي في 30 سبتمبر 1993 في جنيف في سويسرا.

## وصلات خارجية
- جيان برون على موقع أرشيف الدراجات (الإنجليزية)
- جيان برون على موقع إحصائيات الدراجات الإحترافية (الإنجليزية)
- جيان برون على موقع أوليمبيديا (الإنجليزية)